# Xenylla nigeriana
Xenylla nigeriana är en urinsektsart som beskrevs av da Gama och Lasebikan 1976. Xenylla nigeriana ingår i släktet Xenylla och familjen Hypogastruridae. Inga underarter finns listade i Catalogue of Life.